# Simon Julen
Simon Ambros Julen, född 3 maj 1897 i Zermatt i Valais, död där 27 mars 1951, var en schweizisk längdskidåkare. Vid olympiska vinterspelen 1924 i Chamonix deltog han i femmilen, men bröt loppet. Han var kusin till Alfons och Anton Julen.